# Sphaerochthonius splendidus
Sphaerochthonius splendidus är en kvalsterart som först beskrevs av Berlese 1904.  Sphaerochthonius splendidus ingår i släktet Sphaerochthonius och familjen Sphaerochthoniidae. Inga underarter finns listade i Catalogue of Life.